# Taza de café

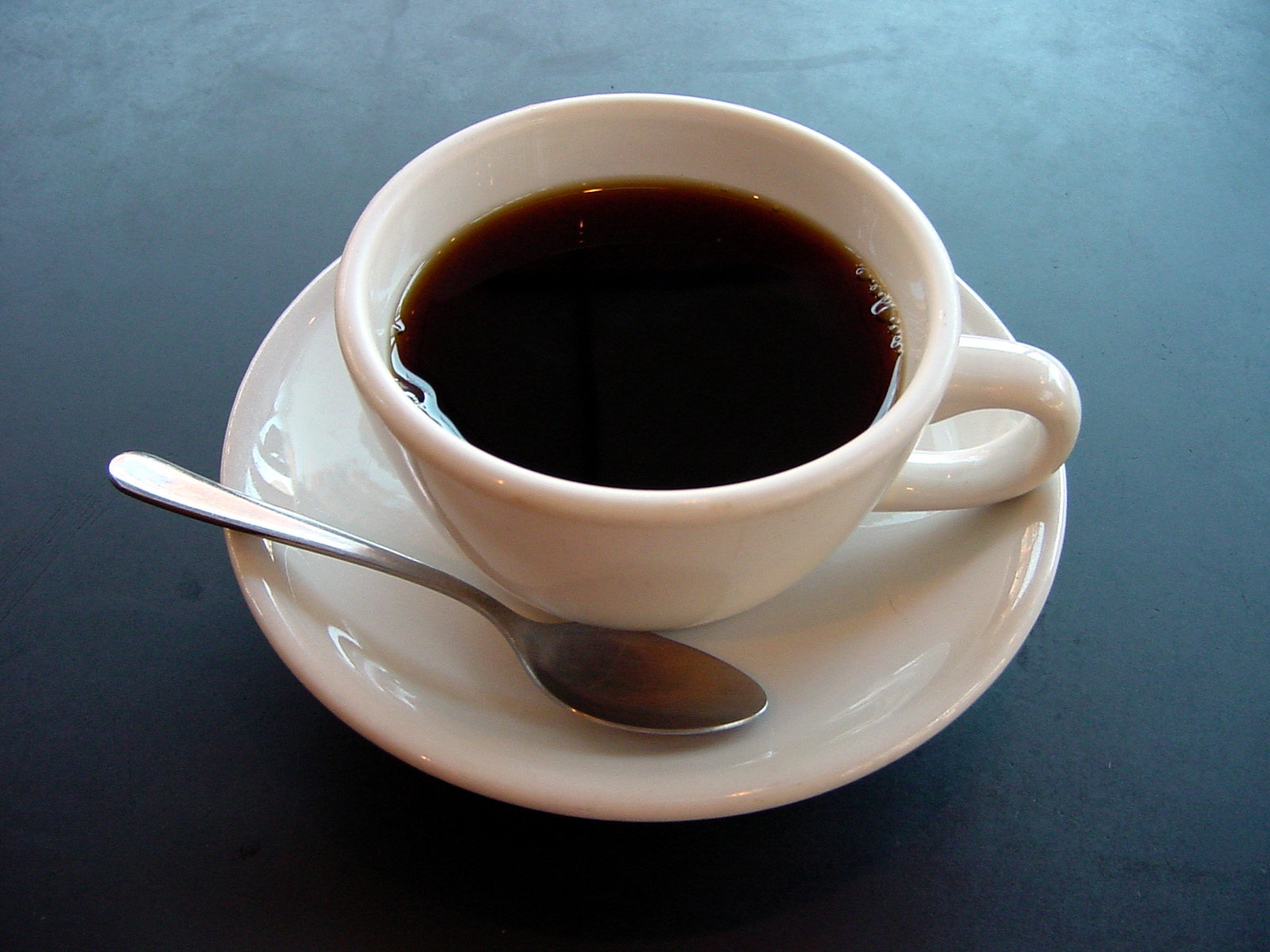
Una tasse llena de café.

Una taza de café (pronunciación en francés: /tɑs‿a kafe/, taza de café) es una taza, generalmente de porcelana blanca y de alrededor de 120 mililitros (4 Florida oz), en el que se sirve el café.   A veces también se utiliza para servir pequeñas porciones de bebidas ricas, como chocolate caliente.
La palabra tiene origen en árabe: طاس‎, romanizado: ṭās, del en persa: طاس‎, romanizado: ṭās, que significa taza o cuenco. Una taza de tamaño medio se llama demi-tasse (inglés demitasse), literalmente «media taza».